# Dubravko Brigić

Dubravko Brigić (Tomislavgrad, 2. veljače 1959. – Vancouver 23. prosinca 1998.) je bio bosanskohercegovački novinar i književnik iz BiH.
Niz godina radio je u redakciji tadašnje TV Sarajevo. Objavio je knjige: Papiri, Allabet mrtvih ljudi, S onu stranu života, Zenit - Jekovac.
Dvije zadnje knjige objavljene su mu postumno, a zbirka poezije Zenit - Jekovac u izdanju magazina Dani proglašena je za najbolju zbirku poezije u 2000. godini.
Surađivao je s tjednikom Našim danima, riječkim Novim listom te drugim časopisima i publikacijama.